# Autoestrada A11 (Itália)
A Autoestrada A11 (também conhecida como Autostrada Firenze-Mare) é uma autoestrada da Itália que conecta Florença a Pisa. É também pertencente à rede de estradas europeias, onde é conhecida como E76.

## História
Cronologicamente, é a segunda autoestrada construída na Itália , realizada durante o chamado Ventennio fascista, depois da Autoestrada dos Lagos. A inauguração oficial aconteceu em 5 de agosto de 1933, com a abertura do último trecho entre Lucca e Migliarino Pisano.

## Rota
| FIRENZE - PISA NORD Autostrada Firenze Mare |                                                                   |      |      |           |                  |
| Tipo                                        | Saída                                                             | ↓km↓ | ↑km↑ | Província | Estrada Europeia |
|                                             | Aeroporto di Firenze-Peretola                                     | 0,0  | 81,7 | FI        |                  |
|                                             | Sesto Fiorentino                                                  | 2,0  | 79,2 | FI        |                  |
|                                             | Area Servizio "Peretola"                                          | 3,0  | 78,2 | FI        |                  |
|                                             | Barriera Firenze Ovest                                            | 4,2  | 77,0 | FI        |                  |
|                                             | Area Servizio "Firenze Nord" somente para tráfego em direção à A1 | 4,6  | 76,6 | FI        |                  |
|                                             | Bologna - Roma                                                    | 4,9  | 76,3 | FI        |                  |
|                                             | Prato Est                                                         | 9,0  | 72,2 | PO        |                  |
|                                             | Prato Ovest                                                       | 16,8 | 64,4 | PO        |                  |
|                                             | Pistoia                                                           | 27,4 | 53,8 | PT        |                  |
|                                             | Area Servizio "Serravalle"                                        | 35,5 | 45,7 | PT        |                  |
|                                             | Montecatini Terme                                                 | 39,0 | 42,2 | PT        |                  |
|                                             | Chiesina Uzzanese                                                 | 46,4 | 34,8 | PT        |                  |
|                                             | Area Parcheggio "Sibolla"                                         | 47,9 | 33,3 | LU        |                  |
|                                             | Altopascio                                                        | 49,3 | 31,9 | LU        |                  |
|                                             | Capannori                                                         | 57,2 | 24,0 | LU        |                  |
|                                             | Lucca Est                                                         | 63,5 | 17,7 | LU        |                  |
|                                             | Lucca Ovest Viareggio Genova                                      | 66,0 | 15,2 | LU        |                  |
|                                             | Area Servizio "Migliarino"                                        | 79,1 | 2,1  | PI        |                  |
|                                             | Genova - Rosignano M. Pisa G. Galilei Porto Roma                  | 80,7 | 0,5  | PI        |                  |
|                                             | Barriera Pisa Nord                                                | 81,0 | 0,2  | PI        |                  |
|                                             | Pisa Nord Via Aurelia Torre Pendente                              | 81,7 | 0,0  | PI        |                  |